# هانس فلوکیگر
هانس فلوکیگر (انگلیسی: Hans Flückiger؛ زادهٔ ۱۲ ژانویهٔ ۱۹۲۶) دوچرخه‌سوار اهل سوئیس است.